# 郭楼镇 (平舆县)
郭楼镇，是中华人民共和国河南省驻马店市平舆县下辖的一个乡镇级行政单位。

## 行政区划
郭楼镇下辖以下地区：
郭楼社区、戚坡村、高平寺村、宋海村、三陈村、陈集村、岳庄村、曹寨村和前店村。